# Совет народных комиссаров Украинской ССР
Сове́т наро́дных комисса́ров УССР (СНК, Совнарко́м, укр. Рада народних комісарів Української РСР) — c 29 января 1919 по 15 марта 1946 высший исполнительный и распорядительный (в первый период существования также и законодательный) орган УССР.
Народный комиссар УССР (нарком) — лицо, входящее в СНК УССР и возглавляющее определённый народный комиссариат (наркомат УССР) — центральный орган государственного управления отдельной сферой деятельности республики.

## История
Предшественником СНК УССР было Временное рабоче-крестьянское правительство Украины (ноябрь 1918 — январь 1919).
На заседании ВУЦИК, которое состоялось 23 мая 1920 года в Харькове, были избраны президиум ВУЦИК и Совнарком Украины в составе:
Председатель Совета Народных Комиссаров и Народный Комиссар по иностранным делам — Раковский Христиан Георгиевич
Народный Комиссар по внутренним делам и социального обеспечения — Антонов Владимир Павлович
Народный Комиссар продовольствия — Владимиров Мирон Константинович
Народный Комиссар земледелия — Мануильский Дмитрий Захарович
Народный Комиссар здравоохранения — Гуревич Моисей Григорьевич
Народный Комиссар юстиции — Терлецкий Евгений Петрович
Народный Комиссар путей сообщения — Ксандров Владимир Николаевич
Народный Комиссар рабоче-крестьянской инспекции — Скрыпник Николай Алексеевич
Начальник Центрального управления чрезвычайных комиссий и особых отделов — Манцев Василий Николаевич
Председатель Промышленного бюро — Чубарь Влас Яковлевич
Уполномоченный Наркомтруда от РСФСР — Глебов
Уполномоченный Наркомфина — Туманов
Уполномоченный Наркомпочтель — Дьяков
В 1946 году СНК УССР был преобразован в Совет Министров УССР.

## Функции
Согласно Конституции СССР 1924 года СНК СССР образовывался для непосредственного руководства отдельными отраслями государственного управления, действовал на основе Положений о народных комиссариатах, которые утверждал ЦИК СССР. Он издавал декреты и постановления, обязательные к исполнению на всей территории СССР (ст.38), рассматривал законодательные акты СНК союзных республик, был подотчётен ЦИК СССР (ст. 39-40). Разделение функций между СССР и союзными советскими республиками выразилось в разделении наркоматов СНК СССР на общесоюзные и объединённые.
Общесоюзные наркоматы:
- по иностранным делам
- по военным и морским делам
- внешней торговли
- путей сообщения
- почт и телеграфов

Общесоюзные народные комиссариаты СССР имели при союзных республиках своих уполномоченных.
Объединённые народные комиссариаты СССР:
- высший совет народного хозяйства
- продовольствия
- труда
- финансов
- рабоче-крестьянской инспекции (Рабкрин, в прессе именовались как РКИ)

Органами объединённых народных комиссариатов СССР являлись одноимённые народные комиссариаты этих республик.
Некоторые наркоматы, связанные с национальной спецификой, были оставлены только на уровне союзных республик:
- земледелия
- внутренних дел
- юстиции
- просвещения
- здравоохранения и социального обеспечения.

## Председатели
- Христиан Раковский 29 января 1919 — 15 июля 1923;
- Влас Чубарь 15 июля 1923 — 28 апреля 1934;
- Панас Любченко 28 апреля 1934 — 30 августа 1937;
- Михаил Бондаренко 30 августа — 13 октября 1937;
- Николай Марчак 13 октября 1937 — 19 февраля 1938 (исполняющий обязанности);
- Демьян Коротченко 21 февраля 1938 — 28 июля 1939;
- Леонид Корниец 28 июля 1939 — 6 февраля 1944;
- Никита Хрущёв 6 февраля 1944 — 15 марта 1946.

## Управляющие делами Совета народных комиссаров УССР
- Василенко Марк Сергеевич — народный комиссар финансов УССР (1935 — август 1937)